# MasterCraft
MasterCraft est un constructeur américain de bateaux pour les loisirs et la compétition. L'entreprise a été fondée en 1968 et est installée à Vonore, dans le Tennessee.

## Présentation
Les bateaux MasterCraft sont spécialisés pour la pratique des sports et loisirs nautiques de traction, comme le ski nautique, le wakeboard ou le wakesurfing. Tous les modèles de la marque utilisent de puissant moteurs V8 in-board Ilmor Marine basés sur les blocs General Motors de 5,7, 6, 6,2, et 7,4 litres.
MCBC Holdings Inc., propriétaire de MasterCraft Boat, est coté en bourse à New York, au NASDAQ, sous le symbole MCFT depuis le 17 juillet 2015.

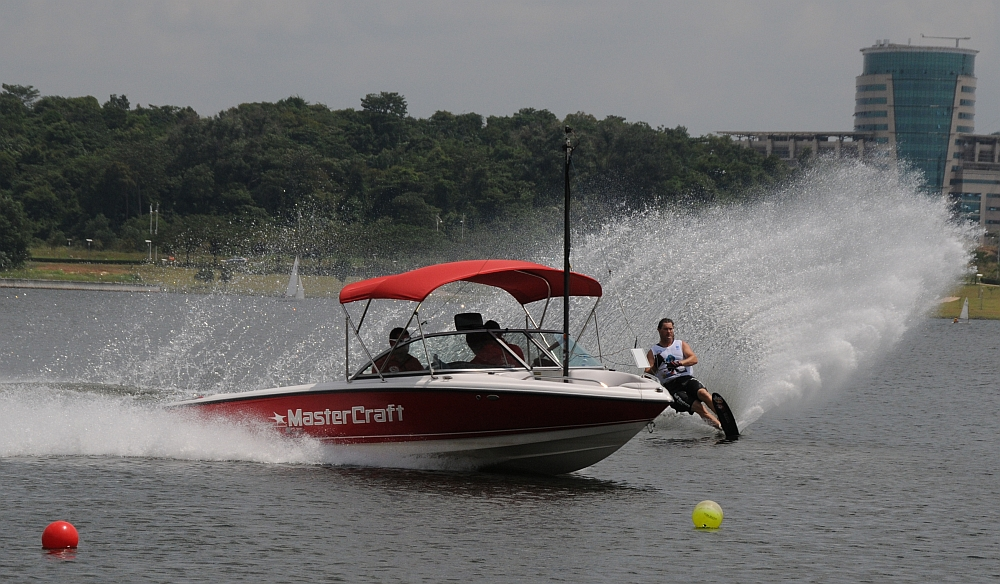
Un wake boat MasterCraft.